# Lycopodiella inundata
Lycopodiella inundata là một loài thực vật có mạch trong Họ Thạch tùng. Loài này được (L.) Holub mô tả khoa học đầu tiên năm 1964.

## Hình ảnh

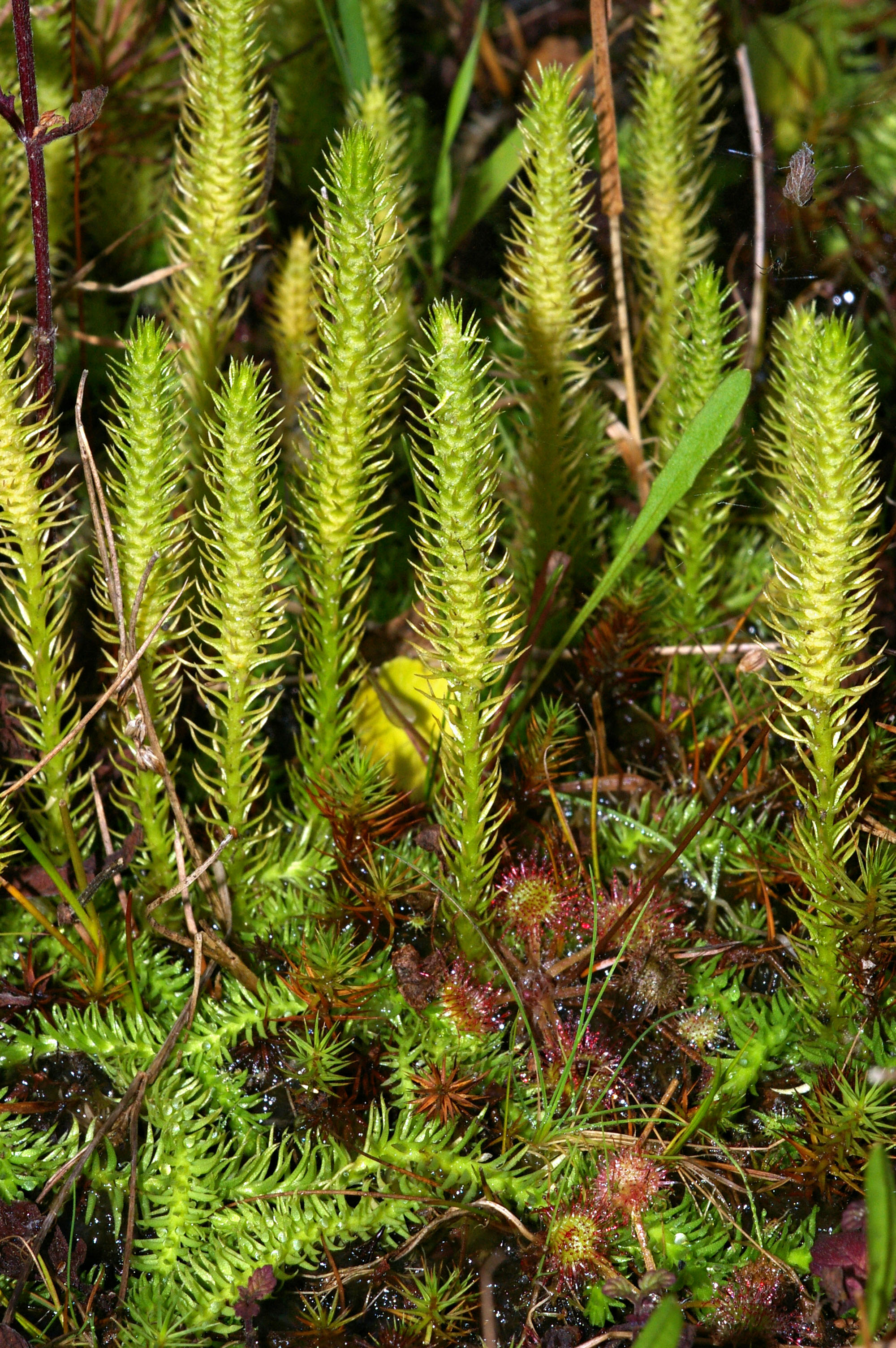
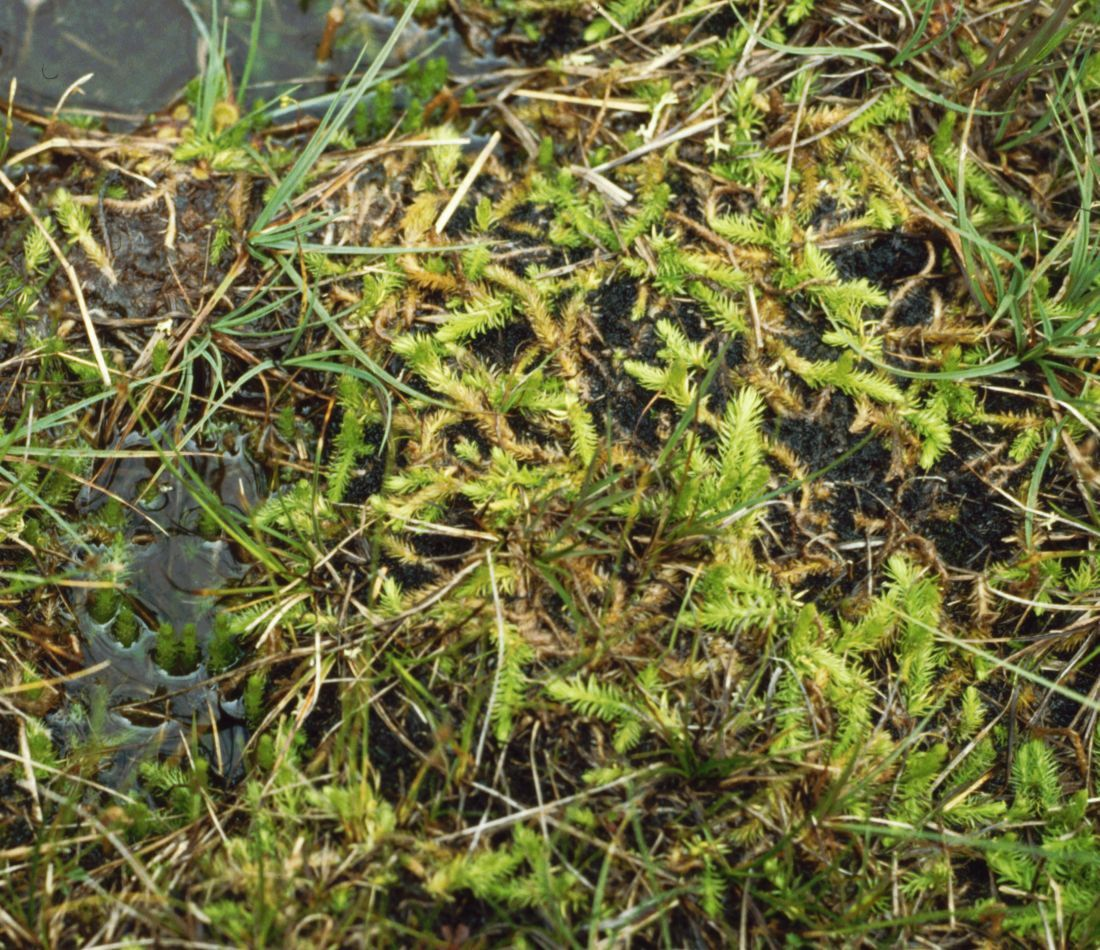
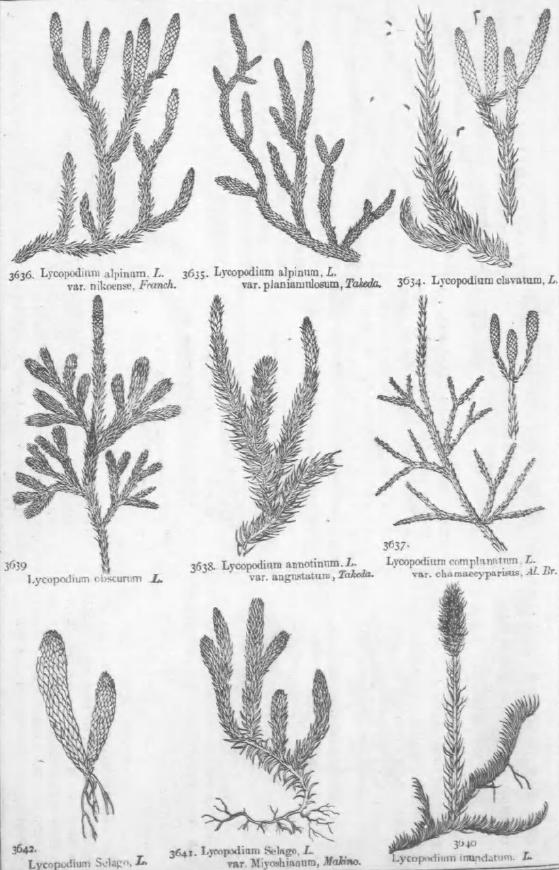
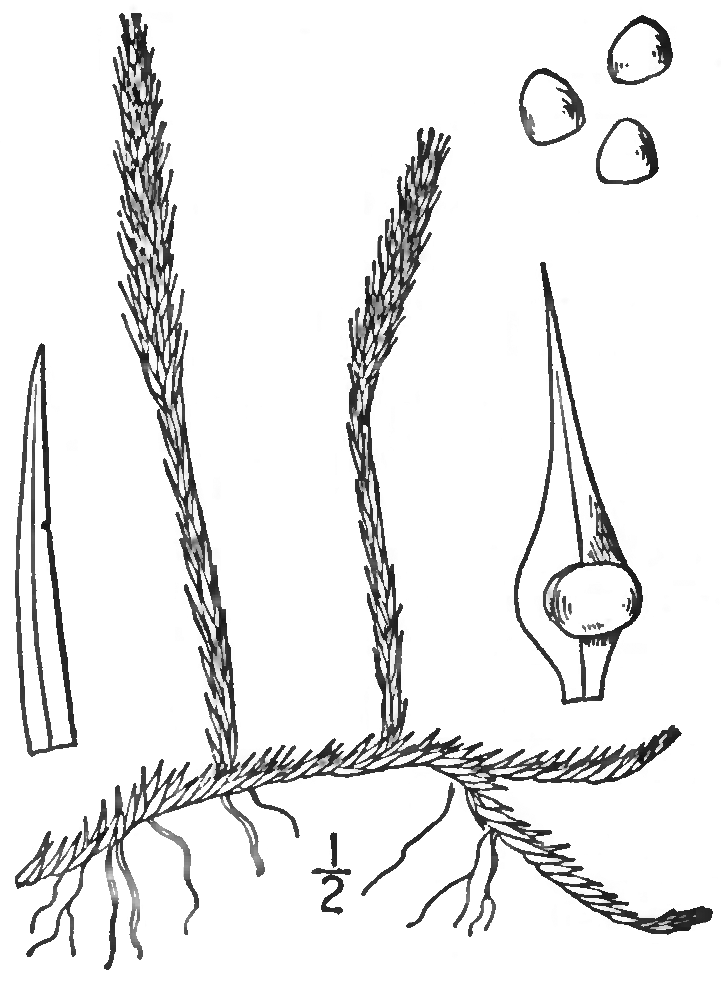